# Hroznýšovec kubánský
Hroznýšovec kubánský (mezi chovateli často též hroznýš kubánský; Epicrates angulifer), je druh hadů z čeledi hroznýšovitých.

## Původ a rozšíření
Vyskytuje se především na Kubě a v přilehlých ostrovech.

## Vzhled
Dorůstá délky až 4 metrů, má štíhlé tělo se strakatou bílo-šedo-černou kresbou, vhodné světlo se láme do duhových barev.

## Lov
Loví především ve dne, hlavně hlodavce, ptáky a někdy i netopýry. Radši má pod sebou pevnou zem, ale za potravou rozhodně se neváhá plazit do stromů čí jeskyní. V noci a při odpočinku vyhledává temný vlhký ukrýt.

## Rozmnožování
Gravidní je samice cca 6 měsíců, poté rodí jen asi 6 mláďat, 30–40 cm dlouhých. Ta jsou hned po narození schopna lovu. Dožívají se 20–30 let.

## Chov v zoo
Hroznýšovec kubánský byl na jaře 2018 v Evropě chován takřka v sedmi desítkách zoo. O dva roky (únor 2020) později šlo o přibližně 60 zoo. V Česku chová tento druh šest tradičních zoologických zahrad. Jedná se o tyto areály:
- Zoo Brno
- Zoo Děčín – Rajské ostrovy
- Zoo Jihlava
- Zoo Liberec
- Zoo Plzeň
- Zoo Praha

Hroznýšovce kubánské chovají i další zoologická expoziční zařízení, např. Biopark Teplice. Na Slovensku tento druh chovají Zoo Bojnice a Zoo Košice.

### Chov v Zoo Praha
Zoo Praha chová tento druh dlouhodobě, již od roku 1963. Tehdy přišli první jedinci z Kuby, tedy přímo z oblasti výskytu. První odchov se podařil již roku 1969. Pravidelné chovné úspěchy probíhají od roku 1993. Za následujících 20 let přišlo na svět přes devět desítek mláďat. Zoo je pověřena vedením Evropské plemenné knihy (ESB), a patří k nejúspěšnějším chovatelům na celém světě. Ke konci roku 2017 bylo chováno 12 jedinců. Na konci roku 2018 se jednalo o 11 kusů.